# Jacques Audiard

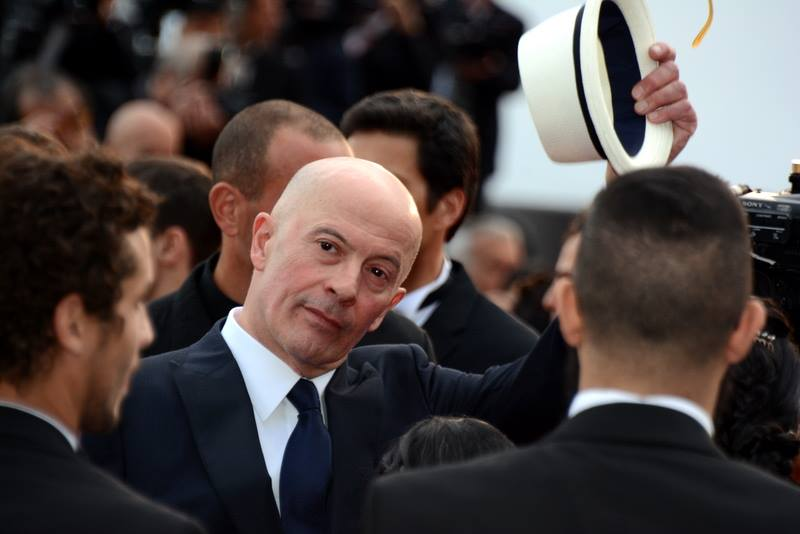
Jacques Audiard bei den Internationalen Filmfestspielen von Cannes 2015

Jacques Audiard (ʒak od'jaʁ; * 30. April 1952 in Paris) ist ein französischer Filmregisseur und Drehbuchautor. Bekanntheit erlangte er in Frankreich durch Genrefilme wie Lippenbekenntnisse (2001), Der wilde Schlag meines Herzens (2005) oder Ein Prophet (2009).

## Leben

### Ausbildung und Erfolg als Drehbuchautor
Jacques Audiard wurde 1952 in Paris als Sohn des Drehbuchautors und Regisseurs Michel Audiard geboren. Nach der Schulzeit begann er ein Studium der Literatur und Philosophie an der Sorbonne. In seinen Semesterferien kam er als Praktikant bei einem Filmeditor mit dem Medium Film in Berührung. Audiard gab daraufhin sein Studium auf und begann als Schnittassistent allmählich im Filmgeschäft Fuß zu fassen, so u. a. 1976 bei Roman Polańskis Psychothriller Der Mieter oder Patrice Chéreaus Drama Die letzte Ausgabe (1978). Zur selben Zeit adaptierte er literarische Werke für das Theater.
Anfang der 1980er Jahre trat Jacques Audiard als Drehbuchautor erfolgreich in die Fußstapfen seines Vaters. 1983 schrieb er gemeinsam mit Michel Audiard das Drehbuch zu dem Psychothriller Das Auge, einer Adaption von Marc Behms gleichnamigem Roman. In dem Film von Claude Miller, mit Michel Serrault, Isabelle Adjani und Stéphane Audran in den Hauptrollen, glaubt der Titelheld, ein gealterter Detektiv, in der schönen Mörderin Catherine seine verstorbene Tochter wiederzuerkennen. Das Auge wurde von der Kritik gelobt und ein Jahr später für fünf Césars nominiert. Es folgten Drehbücher für Filmproduktionen von Édouard Niermans, Josiane Balasko oder Michel Blanc. Neben seiner Arbeit als Drehbuchautor versuchte sich Audiard in dieser Zeit auch als Regisseur von Kurzfilmen.

### Erste Arbeiten als Regisseur
Durch den Erfolg seiner Drehbücher konnte Jacques Audiard im Jahr 1994 seinen ersten eigenen Film realisieren. In dem Thriller Wenn Männer fallen spielt Jean Yanne die Hauptrolle des Simon, eines Handelsvertreters, der den Mord an seinem Freund, einem Polizisten, aufklärt. Audiards Regiedebüt, in weiteren Rollen mit Jean-Louis Trintignant und Mathieu Kassovitz besetzt, wurde von der Kritik positiv aufgenommen und gewann 1995 drei Césars, u. a. in der Kategorie Bestes Erstlingswerk. Mit dem jungen Matthieu Kassovitz in der Hauptrolle drehte der Regisseur auch seinen zweiten Film Das Leben: Eine Lüge, die Adaption eines Romans von Jean-François Deniau. In dem Drama kommt der Protagonist Albert Ende des Zweiten Weltkriegs Familiengeheimnissen auf die Spur. Sein Vater war kein Kriegsheld und seine Mutter sympathisierte mit deutschen Soldaten. Mit Das Leben: Eine Lüge konnte Audiard erfolgreich an sein Erstlingswerk anknüpfen. Die Produktion wurde auf den internationalen Filmfestivals von Stockholm und Valladolid preisgekrönt und 1997 für sechs Césars nominiert, darunter die erste Nominierung für Jacques Audiard als Bester Regisseur.
Audiards dritter Langspielfilm folgte erst fünf Jahre nach Das Leben: Eine Lüge. Dazwischen drehte er den Kurzfilm Norme française (1998) und verfasste gemeinsam mit Tonie Marshall und Marion Vernoux das Drehbuch zu Marshalls preisgekrönter Komödie Schöne Venus, die Audrey Tautou 1999 in Frankreich zum Star machte. Im Jahr 2001 folgte der Thriller Lippenbekenntnisse, das auf einem Originaldrehbuch von Audiard und Tonino Benacquista basiert. Hier spielt Vincent Cassel den aus dem Gefängnis entlassenen Dieb Paul, der eine Liaison mit einer hörgeschädigten Sekretärin (gespielt von Emmanuelle Devos) eingeht und eine Gruppe Krimineller betrügt. Der Thriller hatte erneut Erfolg bei Kritikern und Publikum, und das Werk wurde 2002 insgesamt neun Mal für den César nominiert, darunter in den Kategorien Bester Film, Regie und Drehbuch. Zwar unterlag Lippenbekenntnisse in den wichtigsten Kategorien Jean-Pierre Jeunets weltweit gefeierter Komödie Die fabelhafte Welt der Amélie, doch gewann das Werk drei Césars, darunter den Preis für das Beste Drehbuch und Emmanuelle Devos als Beste Hauptdarstellerin. 2005 wiederholte Jacques Audiard die Zusammenarbeit mit Tonino Benacquista und schrieb mit ihm das Drehbuch zu Der wilde Schlag meines Herzens, einer Neuverfilmung von James Tobacks B-Movie Finger – Zärtlich und brutal aus dem Jahr 1978. Das Werk, in dem Romain Duris den musikalisch begabten Tom spielt, der zwischen einer kriminellen Karriere in der Pariser Immobilienszene und der als Konzertpianist abwägen muss, stellt den bisher größte Erfolg Audiards dar. Audiard wurde für seine im Vergleich zum Original düstere und realistischere Inszenierung von der internationalen Kritik gefeiert und zog in Frankreich eine Million Zuschauer in die Kinos. Das Drama erhielt 2006 zehn Nominierungen für den César und konnte sich in acht Kategorien durchsetzen. Audiard erhielt die Trophäen für den besten Film, Regie und das beste adaptierte Drehbuch.

### Erfolg mit „Ein Prophet“ und „Dämonen und Wunder“

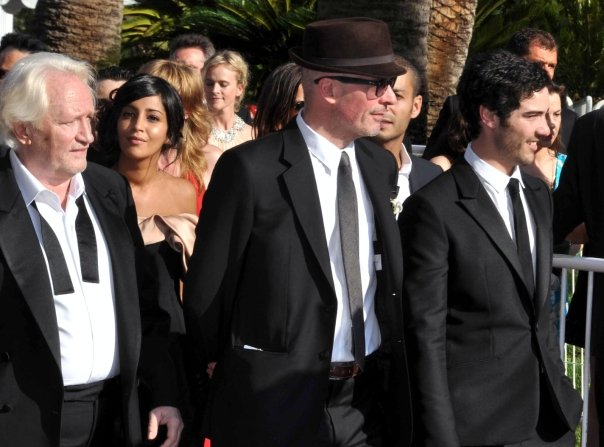
Audiard mit Niels Arestrup (li.) und Tahar Rahim (re.) bei den Filmfestspielen von Cannes (2009)

Jacques Audiard gilt mittlerweile als Meister des französischen Thrillers, obwohl er selbst von sich sagt keine Genrefilme zu drehen. Für seine realistischen, düsteren Inszenierungen genießt er internationale Achtung bei seinen Regiekollegen. Der Filmemacher, der in seiner Heimat als potentieller Nachfolger von Regisseuren wie Jean-Pierre Melville (1917–1973) oder Henri-Georges Clouzot (1907–1977) gehandelt wird, wollte im Jahr 2006 seinen fünften Langspielfilm Les Disparus (dt.: „Die Vermissten“) inszenieren. Der Thriller sollte die dritte Zusammenarbeit zwischen Jacques Audiard und Tonino Benacquista begründen und eine Pariser Mutter (gespielt von Juliette Binoche) in den Mittelpunkt stellen, die dem mysteriösen Verschwinden ihrer 14-jährigen Tochter auf die Spur kommt. Das Projekt zerschlug sich jedoch, und der Regisseur stellte drei Jahre später den Gefängnisfilm Ein Prophet fertig, der von französischen Kritikern als bisher bester Film des Regisseurs bewertet wurde. Die Geschichte über einen jungen Waisenjungen maghrebinischer Abstammung (gespielt von Tahar Rahim), der mit Hilfe der korsischen Mafia zum einflussreichen Kriminellen avanciert, erhielt 2009 den Großen Preis der Jury im Wettbewerb der 62. Filmfestspiele von Cannes. Wenige Monate später wurde Ein Prophet als offizieller französischer Beitrag für die Nominierung um den besten fremdsprachigen Film bei der Oscarverleihung 2010 ausgewählt und 2010 in neun Kategorien mit dem César prämiert, darunter bester Film, beste Regie und Original-Drehbuch.
Nach dem großen Erfolg von Ein Prophet arbeitete Audiard erneut mit Drehbuchautor Thomas Bidegain an Der Geschmack von Rost und Knochen (2012) zusammen. Audiards sechster Spielfilm als Regisseur basiert auf Kurzgeschichten des kanadischen Schriftstellers Craig Davidson und handelt von einem heimatlosen Boxer(gespielt von Matthias Schoenaerts), der in Südfrankreich einer Schwertwal-Trainerin (Marion Cotillard) begegnet, die bei einem Arbeitsunfall beide Unterschenkel verliert. Für sein Drama erhielt Audiard 2012 seine dritte Einladung in den Wettbewerb der Internationalen Filmfestspiele von Cannes. Der Film war nach eigenen Angaben ein Versuch, etwas komplett anderes zu schaffen, „eine Liebesgeschichte voll von Licht und Raum.“, so Audiard. Der Geschmack von Rost und Knochen brachte ihm 2013 den César für das beste adaptierte Drehbuch und abermals eine Regie-Nominierung ein.
Im Jahr 2015 wurde Audiard mit Dämonen und Wunder zum vierten Mal nach Cannes eingeladen und gewann dort mit der Goldenen Palme erstmals den Hauptpreis des Festivals. In dem Film ist Jesuthasan Antonythasan als Titelheld zu sehen, der aus dem Bürgerkriegschaos Sri Lankas nach Frankreich flüchtet. Begleitet wird er von einer jungen Frau (Kalieaswari Srinivasan) und einem kleinen Mädchen, mit denen er eine Scheinfamilie gründet, um sich bessere Chancen im Asylverfahren ausrechnen zu können. In einer Pariser Sozialbausiedlung wird Dheepan Hausmeister, muss sich aber bald des Bandenchefs Brahim (Vincent Rottiers) erwehren. Dabei helfen ihm seine Erfahrungen, die er als Mitglied der Rebellenmiliz Tamil Tigers sammelte. Audiard war laut eigenen Angaben von Sam Peckinpahs Thriller Wer Gewalt sät (1971) zu Dämonen und Wunder inspiriert worden, von dem er ursprünglich ein Remake geplant hatte. Sowohl für Jesuthasan Antonythasan, der selbst als Flüchtling über Thailand nach Frankreich kam und heute als Schriftsteller tätig ist, als auch für Kalieaswari Srinivasan war es der erste Spielfilm.
An die früheren Erfolge konnte Audiard mit The Sisters Brothers (2018) anknüpfen. Der englischsprachige Westernfilm mit John C. Reilly und Joaquin Phoenix als Titelhelden brachte ihm bei der Verleihung des César 2019 seinen dritten Regiepreis ein. Im Jahr 2021 erhielt Audiard für seinen Spielfilm Wo in Paris die Sonne aufgeht seine fünfte Einladung in den Wettbewerb um die Goldene Palme des Filmfestivals von Cannes. Dabei handelt es sich um eine Verfilmung der Graphic Novel Eindringlinge von Adrian Tomine, die er gemeinsam mit Léa Mysius und Céline Sciamma für die Leinwand adaptierte und nach Paris verlegte.
Im Jahr 2023 beendete Audiard die Dreharbeiten zu seinem zehnten Spielfilm Emilia Pérez (2024), seiner ersten spanischsprachigen Produktion. Diese brachte ihm seine sechste Einladung in den Hauptwettbewerb des Filmfestivals von Cannes und den Preis der Jury ein. Im selben Jahr wurde ihm der Europäische Filmpreis für den besten Film, die beste Regie und das beste Drehbuch zuteil. Bei der Verleihung der Golden Globe Awards 2025 gewann Emilia Pérez Auszeichnungen in vier Kategorien, darunter in den Kategorien Filmkomödie/Musical und Bester fremdsprachiger Film. Audiard gewann gemeinsam mit Clément Ducol und Camille den Preis für den Besten Filmsong („El Mal“). Bei der Oscarverleihung im selben Jahr folgten 13 Nominierungen, darunter für Audiard selbst in den Kategorien Regie, Drehbuch und Filmsong.
Neben seiner Arbeit für den Film inszenierte Jacques Audiard auch mehrere Musikvideos, darunter den Clip Comme elle vient der französischen Rockband Noir Désir, in dem Taubstumme den Liedtext in Zeichensprache interpretieren. Die Anfangssequenz mit ihrem untertitelten Dialog rief in Frankreich einen kleinen Skandal hervor. In ihr führen drei Frauen eine politische Diskussion und kommen zu dem Ergebnis, dass es besser sei, taub zu sein, als Politikern zuzuhören. Als Schauspieler agierte Audiard in Nebenrollen 1990 in Alain Robaks Horrorfilm Baby Blood sowie 1994 in Denise Abaglias Fernsehfilm Wer kriegt denn hier ein Baby?.

## Filmografie

### Regisseur

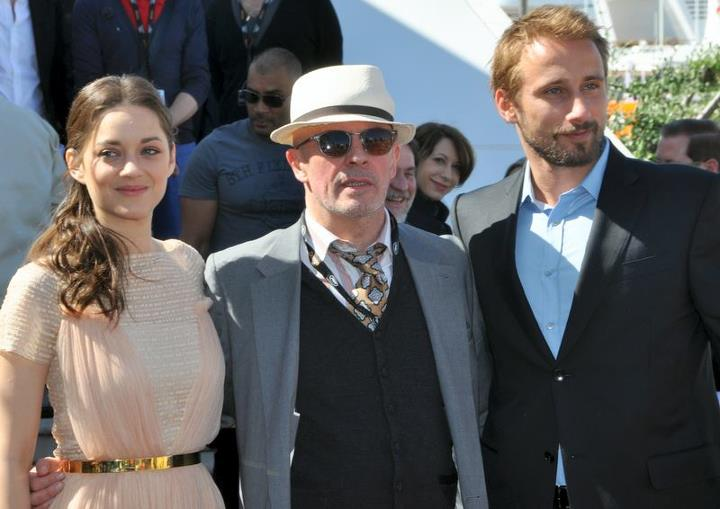
Audiard mit Marion Cotillard und Matthias Schoenaerts bei der Premiere von Der Geschmack von Rost und Knochen in Cannes (2012)

- 1994: Wenn Männer fallen (Regarde les hommes tomber)
- 1996: Das Leben: Eine Lüge (Un héros très discret)
- 1998: Norme française (Kurzfilm)
- 2001: Lippenbekenntnisse (Sur mes lèvres)
- 2005: Der wilde Schlag meines Herzens (De battre mon cœur s’est arrêté)
- 2009: Ein Prophet (Un prophète)
- 2012: Der Geschmack von Rost und Knochen (De rouille et d’os)
- 2015: Dämonen und Wunder (Dheepan)
- 2018: The Sisters Brothers
- 2021: Wo in Paris die Sonne aufgeht (Les Olympiades)
- 2024: Emilia Pérez

### Drehbuchautor (Auswahl)
- 1981: Der Profi (Le Professionnel)
- 1983: Das Auge (Mortelle randonnée)
- 1985: Ein Käfig voller Narren – Jetzt wird geheiratet (La cage aux folles III – 'Elles' se marient)
- 1987: Engel aus Staub (Poussiére d’ange)
- 1988: Frequenz Mord (Fréquence meurtre)
- 1989: Sehnsucht nach Australien (Australia)
- 1994: Wenn Männer fallen (Regarde les hommes tomber)
- 1996: Das Leben: Eine Lüge (Un héros très discret)
- 1999: Schöne Venus (Vénus beauté (institut))
- 2001: Lippenbekenntnisse (Sur mes lèvres)
- 2005: Der wilde Schlag meines Herzens (De battre mon cœur s’est arrêté)
- 2009: Ein Prophet (Un prophète)
- 2012: Der Geschmack von Rost und Knochen (De rouille et d’os)
- 2015: Dämonen und Wunder (Dheepan)
- 2018: The Sisters Brothers
- 2021: Wo in Paris die Sonne aufgeht (Les Olympiades)
- 2024: Emilia Pérez

## Auszeichnungen
Oscar
- 2025: Bester Filmsong („El Mal“), nominiert in den Kategorien Beste Regie und Bestes adaptiertes Drehbuch für Emilia Pérez

César
- 1995: Bestes Erstlingswerk, nominiert in der Kategorie Bestes Drehbuch für Wenn Männer fallen
- 1997: nominiert in den Kategorien Beste Regie und Bestes Drehbuch für Das Leben: Eine Lüge
- 2002: Bestes Drehbuch, nominiert in den Kategorien Bester Film und Beste Regie für Lippenbekenntnisse
- 2006: Bester Film, Beste Regie und Bestes adaptiertes Drehbuch für Der wilde Schlag meines Herzens
- 2010: Bester Film, Beste Regie und Bestes Original-Drehbuch für Ein Prophet
- 2013: Bestes adaptiertes Drehbuch, nominiert in der Kategorie Beste Regie für Der Geschmack von Rost und Knochen
- 2016: nominiert in den Kategorien Beste Regie und Bestes Original-Drehbuch für Dämonen und Wunder
- 2019: Beste Regie, nominiert in den Kategorien Bestes adaptiertes Drehbuch und Bester Film für The Sisters Brothers

British Academy Film Award
- 2006: Bester nicht-englischsprachiger Film für Der wilde Schlag meines Herzens
- 2010: Bester nicht-englischsprachiger Film für Ein Prophet

Internationale Filmfestspiele von Cannes
- 1996: Bestes Drehbuch für Das Leben: Eine Lüge
- 2009: Großer Preis der Jury für Ein Prophet
- 2015: Goldene Palme für Dämonen und Wunder
- 2024: Preis der Jury für Emilia Pérez

Europäischer Filmpreis
- 2002: nominiert in der Kategorie Bestes Drehbuch für Lippenbekenntnisse
- 2005: nominiert in der Kategorie Beste Regie für Der wilde Schlag meines Herzens
- 2009: nominiert in den Kategorien Beste Regie und Bestes Drehbuch für Ein Prophet
- 2024: Bester Film, Beste Regie und Bestes Drehbuch für Emilia Pérez

Étoile d’Or
- 2006: Bester Film und Beste Regie für Der wilde Schlag meines Herzens
- 2010: Bester Film, Beste Regie und Bestes Drehbuch für Ein Prophet

Golden Globe Award
- 2025: Bester Filmsong für Emilia Pérez („El Mal“), zwei weitere Nominierungen in den Kategorien Beste Regie und Bestes Drehbuch

Filmfest Hamburg
- 2024: Douglas-Sirk-Preis[7]

Independent Spirit Awards
- 2010: nominiert in der Kategorie Bester ausländischer Film für Ein Prophet

Louis-Delluc-Preis
- 2009: Bester Film für Ein Prophet

London Critics Circle Film Awards
- 2010: nominiert in den Kategorien Regie und Drehbuch für Ein Prophet

London Film Festival
- 2009: Bester Film für Ein Prophet
- 2012: Bester Film für Der Geschmack von Rost und Knochen

Newport International Film Festival
- 2002: Beste Regie für Lippenbekenntnisse

Prix Lumières
- 2006: Bester Film für Der wilde Schlag meines Herzens
- 2010: Beste Regie für Ein Prophet

Stockholm International Film Festival
- 1996: Bestes Drehbuch für Wenn Männer fallen

Syndicat Français de la Critique de Cinéma
- 2006: Bester Film für Der wilde Schlag meines Herzens

Valladolid International Film Festival
- 1996: Bestes Drehbuch, nominiert in der Kategorie Bester Film für Wenn Männer fallen